# Francesh Vicent
Francesh Vicent, noto anche come Francesc Vicent o Francesch Vicent (Segorbe, 1450 circa – Segovia, 1512 circa), è stato uno scacchista spagnolo.
Autore del primo trattato a stampa di scacchi. Il Llibre dels jochs partits dels schacs en nombre de 100 fu stampato a Valencia nel 1495 in 100 copie.
Il libro è andato perduto. La copia segnalata nel Monastero di Montserrat andò distrutta nel 1811 quando, nel corso della guerra d'indipendenza spagnola, i soldati francesi trincerati nel monastero, usarono le antiche pergamene per farne proiettili di fucile.
Il libro ebbe un'influenza decisiva per il passaggio del vecchio movimento della donna, al nuovo, detto a la rabbiosa.